# 張皋
张皋（?—?），唐朝中后期人物。
唐宪宗晚年服用丹药。唐穆宗即位后，诛杀方士柳泌，而后渐渐又被方士所惑。布衣张皋，上疏穆宗：“淡泊则血气和顺，嗜欲则疾病产生。古之圣贤致力于颐养，不被外物扰乱耳目、声色败坏性情，于是平和自会达到，福庆从而昌盛。《易经》说，‘无妄之疾，勿药有喜’，《诗经》说，‘自天降康，降福穰穰’，这是天人相符。用药治病，没病就不用药。唐高宗时，处士孙思邈精通养生，他说曰：‘人无故不应该吃药。药有所偏助，则藏气因此不平。’以此推论，可以说是至理名言。寒暑为侵犯，调节失度，需要靠医药，尚应当慎重。《礼》说：‘医不三世，不服其药。’士庶都是如此，何况天子？先帝晚年喜方士，致使危疾，这是陛下自知，不可蹈前覆、导致后悔。现在人人窃议，只是怕忤旨，不敢进言。臣命如蓬草，不是来邀宠，只是做忠义可为之事，听到后默然不语，就会不安，愿陛下不要忽略。”穆宗同意他所讲的，下诏求访张皋，没有找到。后来张皋担任涿州刺史，幽州节度使刘总娶他的女儿。